# Wysszaja Chokkiejnaja Liga (2020/2021)
Sezon WHL 2020/2021 – jedenasty sezon rosyjskich rozgrywek Wyższej Hokejowej Ligi rozgrywany na przełomie 2020 i 2021.

## Uczestnicy
W 2020 przywrócono strukturalnie jedną tabelę ligową, tj. bez podziału na konferencje i dywizji, które wprowadzono w poprzedniej edycji. W porównaniu z ubiegłym sezonem liczba uczestników zmalała z 34 do 26. Z powodu pandemii COVID-19 z ligi zostali wyłączeni dotychczasowi uczestnicy spoza Rosji  (kazachskie Nomad Nur-Sułtan, Saryarka Karaganda – aktualny mistrz, Torpedo Ust-Kamienogorsk, chińskie KRS-WSU, ORG, Tsen Tou Jilin, uzbecki Humo Taszkent), a także Torpedo-Gorki. Dotychczasowy klub Dinamo został przeniesiony miejscowo z Tweru do Krasnogorska.
| Klub                    | Miasto           | Rok zał. | Rok doł. | Lodowisko                     | Pojem- ność |
| ----------------------- | ---------------- | -------- | -------- | ----------------------------- | ----------- |
| Bars Kazań              | Kazań            | 2009     | 2014     | Dworiec Sporta                | 3523        |
| Buran Woroneż           | Woroneż          | 1977     | 2012     | DS Jubilejnyj                 | 3040        |
| Chimik Woskriesiensk    | Woskriesiensk    | 1953     | 2015     | LDS Podmoskowje               | 4000        |
| CSK WWS Samara          | Samara           | 1950     | 2017     | DS Kristałł                   | 473         |
| Czełmiet Czelabińsk     | Czelabińsk       | 1949     | 2010     | DS Junost′                    | 3500        |
| Dinamo Krasnogorsk      | Krasnogorsk      | 2019     | 2019     | SK Jubilejnyj                 | 1946        |
| Dinamo Sankt Petersburg | Petersburg       | 2013     | 2016     | SK Jubilejnyj                 | 7600        |
| Dizel Penza             | Penza            | 1948     | 2010     | SZK Dizel-Arena               | 5500        |
| Gorniak Uczały          | Uczały           | 2012     | 2017     | LA Gorniak                    | 1514        |
| Iżstal Iżewsk           | Iżewsk           | 1958     | 2010     | LD Iżstal                     | 3190        |
| Jermak Angarsk          | Angarsk          | 1959     | 2010     | DS Jermak                     | 7000        |
| Jugra Chanty-Mansyjsk   | Chanty-Mansyjsk  | 2006     | 2018     | Arena Jugra                   | 5500        |
| Jużnyj Urał Orsk        | Orsk             | 1959     | 2010     | DS Jubilejnyj                 | 4500        |
| Łada Togliatti          | Togliatti        | 1976     | 2018     | Łada Arena                    | 6000        |
| Mietałłurg Nowokuźnieck | Nowokuźnieck     | 1949     | 2017     | DS Kuznieckich Mietałłurgow   | 7533        |
| Mołot-Prikamje Perm     | Perm             | 1948     | 2010     | UDS Mołot im. W.N. Lebiediewa | 6000        |
| Nieftianik Almietjewsk  | Almietjewsk      | 1965     | 2010     | DS Jubilejnyj                 | 2200        |
| HK Riazań               | Riazań           | 1999     | 2010     | DS Olimpijskij                | 2825        |
| HK Rostów               | Rostów nad Donem | 2013     | 2015     | SRK Ajs-Ariena                | 458         |
| Rubin Tiumeń            | Tiumeń           | 1959     | 2010     | SK Dworiec Sporta             | 3346        |
| SKA-Niewa               | Petersburg       | 2008     | 2010     | SK Chokkiejnyj Gorod          | 1418        |
| Sokoł Krasnojarsk       | Krasnojarsk      | 1977     | 2011     | Platinum Arena                | 7000        |
| HK Tambow               | Tambow           | 2000     | 2018     | LDS Kristałł                  | 1500        |
| Toros Nieftiekamsk      | Nieftiekamsk     | 1987     | 2010     | Nieftiekamski LDS             | 2000        |
| Zauralje Kurgan         | Kurgan           | 1993     | 2010     | LDS im. N.W. Paryszewa        | 2500        |
| Zwiezda Moskwa          | Moskwa           | 2015     | 2015     | LSK CSKA im. W.M. Bobrowa     | 5600        |

Skróty:

DS – Dworzec Sportu, KS – Kompleks Sportowy, LA – Lodowa Arena, LD – Lodowy Dworzec, LDS – Lodowy Dworzec Sportu, LSK – Lodowy Sportowy Kompleks, SK – Sportowy Kompleks, SRK / SZK – Sportowo-Rozrywkowy Kompleks, UDS – Uniwersalny Dworzec Sportu.

## Sezon zasadniczy
W sezonie zasadniczym przewidziano dla każdej z drużyn rozegranie 50 spotkań, co łącznie dało 650 meczów.
Termin sezonu regularnego wyznaczono od 4 września 2020 do 17 lutego 2021. Pierwsze miejsce w sezonie zasadniczym zajęła drużyna Jugry Chanty-Mansyjsk i otrzymała Puchar Jedwabnego Szlaku.

## Faza play-off
Do fazy play-off przewidziano kwalifikację 16 drużyn. Termin rozegrania tej części sezonu wyznaczono w terminarzu od 21 lutego do maksymalnie 30 kwietnia 2021. W rywalizacji finałowej Jugra pokonała Mietałłurg w meczach 4:1 i otrzymała Puchar Pietrowa. Przyznano też medale za sezon, złoty zdobyła Jurga, srebrny Mietałłurg, a brązowy drużyna Rubinu.